# Ryś (Łódź)
Pour les articles homonymes, voir Ryś.
Ryś est une localité polonaise de la gmina de Sokolniki, située dans le powiat de Wieruszów en voïvodie de Łódź.